# Magyar Posta
Magyar Posta (укр. Угорська пошта) — національний оператор поштового зв'язку Угорщини зі штаб-квартирою в Будапешті. Є приватною компанією у формі товариства з обмеженою відповідальністю. Член Всесвітнього поштового союзу. Займається наданням різноманітних видів поштових послуг: відправленням та доставкою листів та послилок, газет та періодики, роздрібною торгівлею дрібної поштової продукції (конверти, листівки, марки тощо), наданням фінансових та платіжних послуг (виплата пенсій, міжнародні перекази, депозитні рахунки, страхування, кредитування), а також послуги в галузі маркетингу та логістики.

## Історія
Magyar Posta бере свій початок у 1867 році як загальнодержавна установа, що спочатку мала назву "Magyar Királyi Posta" ("Угорська королівська пошта"). У зв'язку з укладенням Австро-угорської угоди 1867 про створення дуалістичної монархії та реформуванням, Magyar Posta аж до 1871 використовувала старі поштові марки, на яких було зазначено "Австрійська імперія" замість "Австро-Угорська", але врешті-решт було надрукувано нові. "Magyar Királyi Posta" була першою державною установою яка почала моторизувати" поштову службу починаючи ще з 1897. 1900 року вона  перелаштувала для своїх цілей триколісний мотоцикл Яноша Чонки, який в різних модификаціях дожив аж до 1920-х років. Під час революційних подій часів Першої Угорської Республіки (1918-20 рр.) слово королівська було тимчасово вилучено з офіційної назви поштового закладу, але знову повернулося за часів Угорського Королівства (1920–46). 1945 року після створення тимчасового уряду було відновлено назву "Magyar Post". Угорська пошта стає незалежним закладом 1983 року. В січні 1990 року, після падіння комуністичного режиму в Угорщині, пошту було розділено на три окремі організації. Телефонна служба відділилася як окрема установа - Hungarian Telecommunications Company (Угорські Телекомунікації), а телерадіомовлення передалося в руки Hungarian Broadcasting Company (Угорська Телерадіомовна Компанія). Magyar Post стала окремою незалежною установою у відомстві Міністра транспорту. 1994 року після приватизації вона стала державним акціонерним товариством, а 2006 року приватним акціонерним товариством.